# Phanaeus vindex
Phanaeus vindex, también conocido como escarabajo arcoíris, es una especie de escarabajo del género Phanaeus, familia Scarabaeidae. Fue descrita científicamente por MacLeay en 1819.
Mide aproximadamente 11-22 milímetros de longitud.

## Distribución
Es nativo de los Estados Unidos, habita en Massachusetts, Dakota del Sur, Texas, Florida. También se encuentra en Perú.

## Descripción
La larva posee un cuerpo suave. Los adultos de esta especie son voluminosos. El macho tiene apariencia metálica y un gran cuerno. Los élitros son de un verde metálico.

## Galería

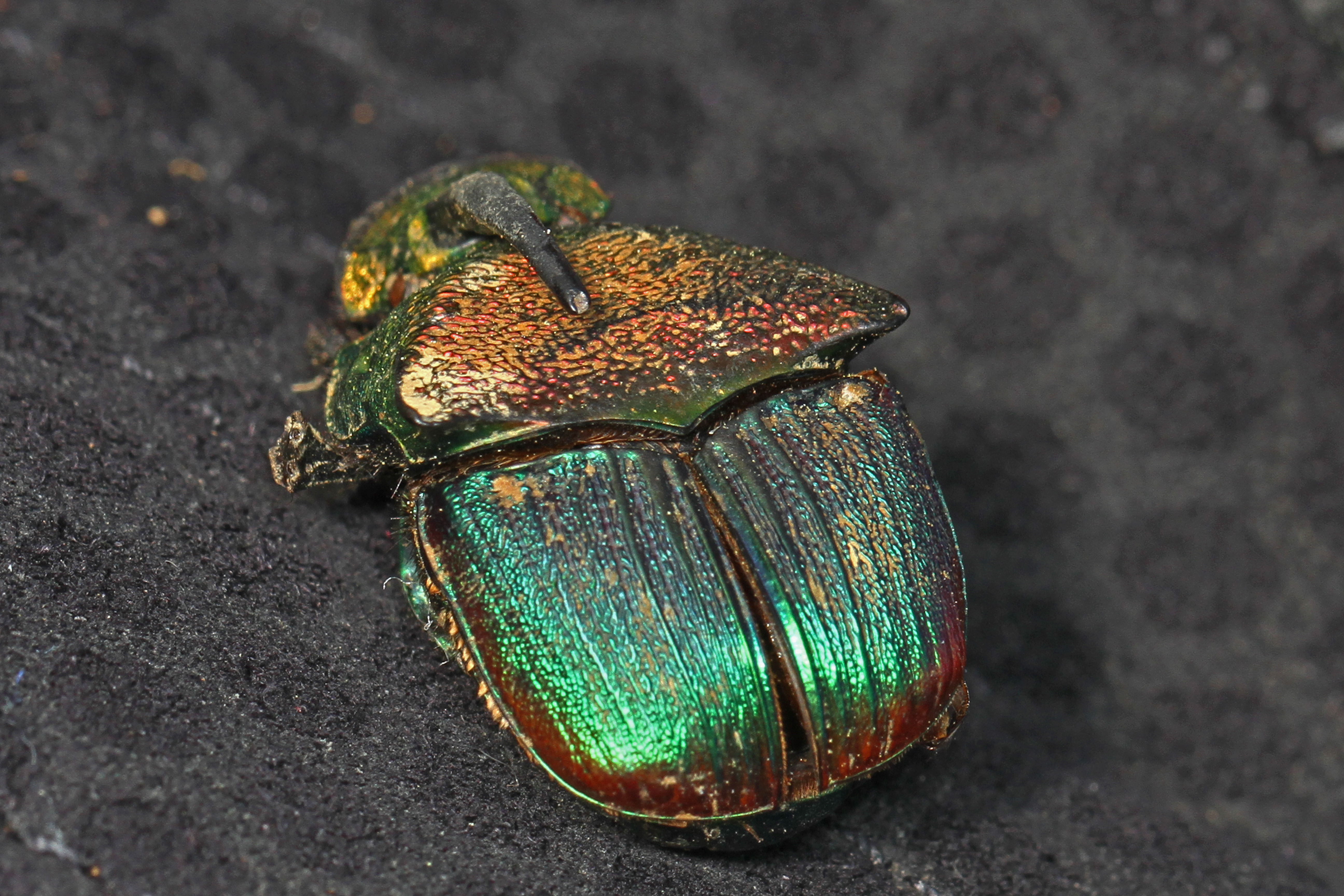
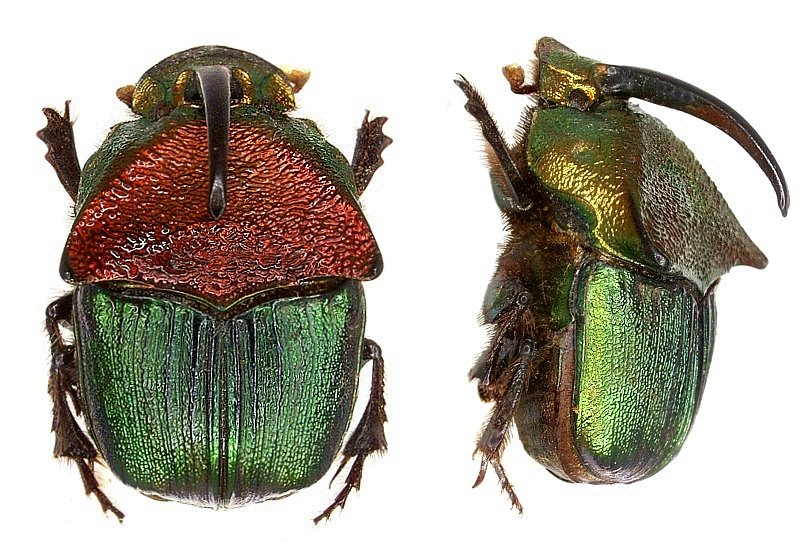
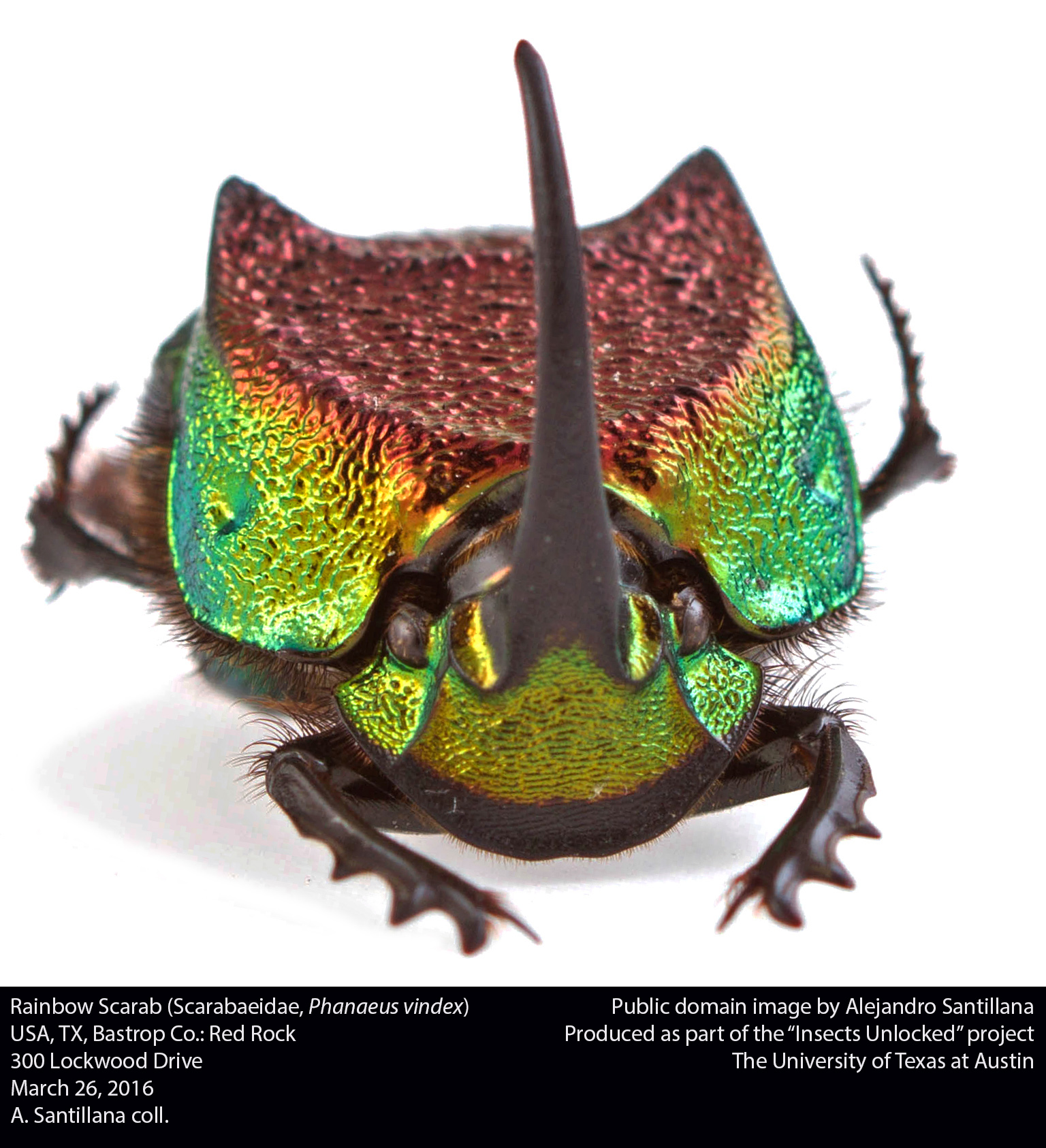
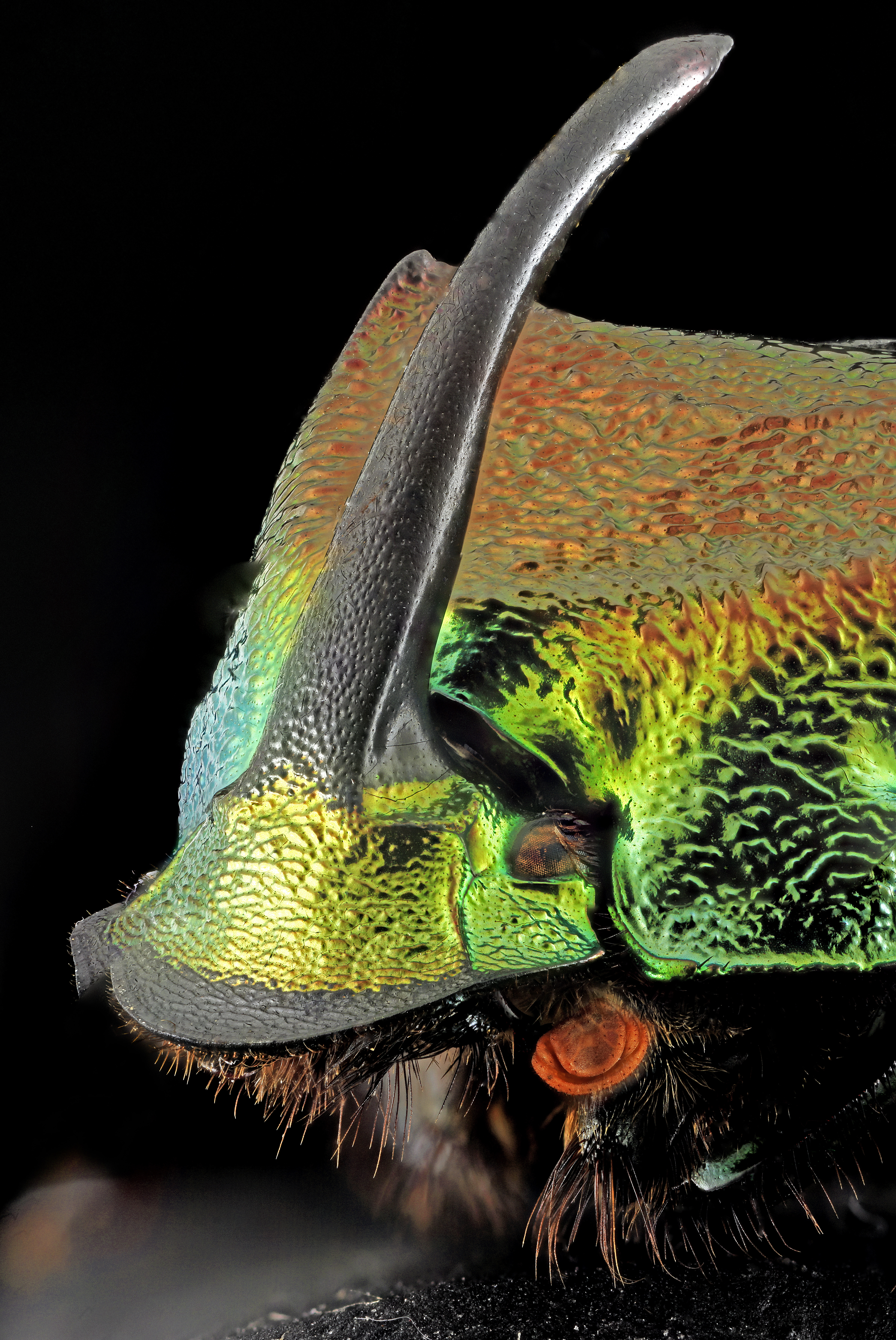
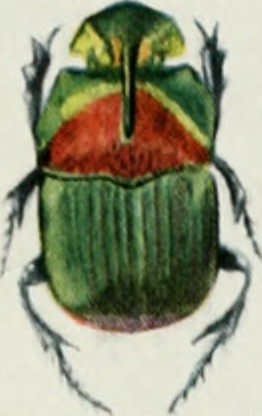